# Tàngara carminada
La tàngara carminada (Chrysothlypis salmoni) és un ocell de la família dels tràupid (Thraupidae).

## Hàbitat i distribució
Habita densa vegetació secundària, clars del bosc i matolls de les terres baixes de l'oest i nord de Colòmbia i nord-oest de l'Equador.